# 西龙门镇
西龙门镇，是中华人民共和国河北省石家庄市赞皇县下辖的一个镇，原名西龙门乡，2023年2月21日撤乡设镇。

## 行政区划
西龙门镇下辖以下地区：
竹山村、白鹿村、梅家庄村、布古庄村、西江洞村、东江洞村、西龙门村、东龙门村、榆底村、东坛山村、西坛山村、白壁村、南徐乐村和尹家庄村。